# 乳头状浆液性囊腺癌
乳头状浆液性囊腺癌、乳突浆液性囊腺癌（Papillary serous cystadenocarcinomas），是一类常见的恶性卵巢癌，占美国20岁以上女性卵巢肿瘤患者的26%。
在绝大多数病例中，由于早期症状不明显，其发现时肿瘤往往已经很大，并进入恶性肿瘤期，侵入腹膜。乳头状浆液性囊腺癌通常在组织学下呈现砂粒体。